# Chinantèque de Valle Nacional
Le chinantèque de Valle Nacional est une langue chinantèque parlée à San Mateo Yetla dans l’État d’Oaxaca, au Mexique.

## Classification
Le chinantèque de Valle Nacional est une langue amérindienne qui appartient à la branche chinantèque de la famille des langues oto-mangues.

## Écriture
Un alphabet unifié pour les langues chinantèques d’Ojitlán, de Valle Nacional et d’Usila, a été conçu lors de la Réunion d’unification de l’alphabet chinantèque organisé par le Centro de Investigación tsa kö wɨ̈ à Tuxtepec en 1990 et est utilisé par l’INEA. Avec cet alphabet, uniquement deux tons sont indiqués : le ton bas avec un macron souscrit et le ton haut avec un accent aigu sur la lettre de la voyelle ou de la nasale.
| a | b | ch | ds | dy | e | ɇ | g | i | ɨ | j | jl | jm | jn | jñ | k | l | m | n | ng | ñ | o | p | r | s | t | ts | u | w | y | ꞌ |

Les digrammes composés avec ‹ ' ›, ‹ 'm, 'n, 'ñ ›, sont aussi utilisés. Les voyelles longues sont représentées avec des lettres doubles, les voyelles nasales sont indiquées avec le tréma sur les lettres de voyelles, et le coup de glotte avec l’apostrophe.